# 本多忠可
本多 忠可（ほんだ ただよし）は、江戸時代中期の大名。播磨国山崎藩の第5代藩主。政信系本多家6代。

## 生涯
越前丸岡藩主・有馬孝純の次男。第4代山崎藩主の本多忠堯が嗣子なくして宝暦11年（1761年）に早世したため、忠堯の養女となっていた異母妹の熊姫と結婚することで、忠可が跡を継ぐこととなった。藩政においてはすでに破綻寸前であった藩財政の再建を目指し、安永4年（1775年）から中級藩士であった佐藤善五右衛門を家老に登用して藩政改革に乗り出した。
改革では心学を中心とした文武を奨励し、さらに教育を武士だけにではなく領民にも広めた。さらに藩士から借り米の半減を実施し、倹約を行なって株仲間を公認するなどして財政再建に大きな成功を挙げた。このため、天明の大飢饉が起こったときには、山崎藩は忠可と佐藤の手腕のおかげで被害は最小限に食い止めたといわれている。
松平定信とも親交があったため、この改革の成功の手腕を買われて、寛政の改革では大番頭として幕政に参与した。天明8年（1788年）、長男の忠居に家督を譲って隠居したが（近年の説では譲っていないとも）、なおも藩政は掌握し続けた。寛政6年（1794年）閏11月晦日に54歳で死去した。

## 系譜
- 父：有馬孝純（1718-1757）
- 母：不詳
- 養父：本多忠堯（1737-1761）
- 養母：於鷹 - 相良長在の娘
- 正室：熊姫 - 本多忠堯の養女、本多忠辰の娘
  - 長男：本多忠居（1771-1819）
- 生母不明の子女
  - 女子：太田資順継室